# Hexatoma (Eriocera) combinata
Hexatoma (Eriocera) combinata is een tweevleugelige uit de familie steltmuggen (Limoniidae). De soort komt voor in het Oriëntaals gebied.